# Championnat de Macédoine de football 2017-2018
Navigation
Édition précédente Édition suivante
La saison 2017-2018 du championnat de Macédoine de football est la vingt-sixième édition de la première division macédonienne. Lors de celle-ci, le Vardar Skopje tente de conserver son titre de champion face aux neuf meilleurs clubs macédoniens lors d'une série de matchs se déroulant sur toute l'année. Les clubs affrontent à quatre reprises les neuf autres..
Trois places qualificatives pour les compétitions européennes seront attribuées par le biais du championnat (1 place deuxième tour de qualification de la Ligue des champions 2018-2019, et 2 places au premier tour de qualification de la Ligue Europa). Une autre place qualificative pour le premier tour de qualification de la Ligue Europa sera garantie au vainqueur de la Coupe de Macédoine. Les 2 derniers du championnat sont relégués en deuxième division, tandis que le huitième disputera un barrage de promotion-relégation contre le troisième de deuxième division.

## Compétition

### Classement
Les équipes sont classées selon leur nombre de points, lesquels sont répartis comme suit : trois points pour une victoire, un point pour un match nul et zéro point pour une défaite. Pour départager les égalités, les critères suivants sont utilisés :
1. Différence de buts générale
2. Nombre de buts marqués

Si ces critères ne permettent pas de départager les équipes à égalité, celles-ci occupent donc la même place au classement officiel. Si deux équipes sont à égalité parfaite au terme du championnat et que le titre de champion, la qualification à une compétition européenne ou la relégation sont en jeu, les deux équipes doivent se départager au cours d'un match d'appui disputé sur terrain neutre.
| Rang | Équipe               | Pts | J  | G  | N  | P  | Bp  | Bc | Diff |
| ---- | -------------------- | --- | -- | -- | -- | -- | --- | -- | ---- |
| 1    | KF Shkëndija C       | 91  | 36 | 29 | 4  | 3  | 101 | 27 | +74  |
| 2    | FK Vardar Skopje T   | 56  | 36 | 16 | 8  | 12 | 53  | 41 | +12  |
| 3    | FK Rabotnički Skopje | 52  | 36 | 14 | 10 | 12 | 50  | 43 | +7   |
| 4    | KF Shkupi            | 51  | 36 | 13 | 12 | 11 | 51  | 46 | +5   |
| 5    | FK Sileks Kratovo    | 50  | 36 | 13 | 11 | 12 | 30  | 37 | -7   |
| 6    | Akademija PandevP    | 42  | 36 | 10 | 12 | 14 | 43  | 47 | -4   |
| 7    | FK Renova Džepčište  | 41  | 36 | 10 | 11 | 15 | 36  | 53 | -17  |
| 8    | FK Pobeda AD Prilep  | 38  | 36 | 10 | 8  | 18 | 36  | 56 | -20  |
| 9    | FK SkopjeP           | 35  | 36 | 7  | 14 | 15 | 24  | 43 | -19  |
| 10   | FK Pelister Bitola   | 34  | 36 | 8  | 10 | 18 | 37  | 68 | -31  |

| Légende : Promotion et relégation | Légende : Promotion et relégation                                                          |
| --------------------------------- | ------------------------------------------------------------------------------------------ |
|                                   | Qualification pour le 1er tour de qualification de la Ligue des champions 2018-2019        |
|                                   | Qualification pour le 1er tour de qualification de la Ligue Europa 2018-2019               |
|                                   | Match de barrage/relégation contre le troisième de Championnat de Macédoine de football D2 |
|                                   | Relégation directe en Vtora Liga                                                           |
|                                   | T : Tenant du titre P : Promu de Vtora Liga (D2)                                           |

### Barrage de promotion-relégation
À la fin de la saison, le 8e de 1. MFL affrontera le vainqueur des play off de 2. MFL pour tenter de se maintenir. Le FK Pobeda AD Prilep se maintient en première division.
| Équipe 1            | Résultat | Équipe 2 |
| ------------------- | -------- | -------- |
| FK Pobeda AD Prilep | 2 - 1    | FK Borec |

## Meilleurs buteurs
| Rang | Joueur                   | Club                       | Buts |
| ---- | ------------------------ | -------------------------- | ---- |
| 1    | Ferhan Hasani            | KF Shkëndija               | 19   |
| 2    | Besart Ibraimi           | KF Shkëndija               | 16   |
| 3    | Zoran Baldovaliev        | Fudbalska Akademija Pandev | 9    |
| 3    | Geoffrey Chinedu Charles | FK Rabotnički Skopje       | 9    |

Mise à jour au 19 février 2018.